# Club Nacional de Football (pallacanestro)
Il Club Nacional de Football è la squadra di pallacanestro della polisportiva omonima avente sede a Montevideo, in Uruguay. Fondata nel 1933 gioca nel campionato uruguaiano.
Disputa le partite interne nel Gran Parque Central.

## Palmarès
- Campionati uruguaiani: 2

1935, 1937